# یولیا ژوراووک
یولیا ژوراووک (انگلیسی: Yuliya Zhuravok؛ زادهٔ ۱۰ نوامبر ۱۹۹۴) ورزشکار دوگانه اهل اوکراین است.